# It's a Jungle Down There
It's a Jungle Down There er episode 16 i Frank Hvam og Casper Christensens sitcom Klovn, første gang vist på TV2 Zulu 17. oktober 2005. Episoden er skrevet af Lars von Trier og Christensen og instrueret af Mikkel Nørgaard.